# ويليام ويذرنغ
ويليام ويذرنغ (بالإنجليزية: William Withering)‏، زميل الجمعية الملكية (17مارس 1741 - أكتوبر 1799) هو عالم نبات إنجليزي، وجيولوجي، وكيميائي، وطبيب وأول باحث منهجي عن النشاط الحيوي للنباتات القمعية.

## مقدمة
ولد ويذرنغ في ولينغتون، شروشاير، هو ابن طبيب جراح. تدرب على المعالجة الفيزيائية ودرس في مدرسة طب جامعة إدنبرة. عمل في مستشفى برمنغهام العام من سنة 1779. خلاصة القصة أنه لاحظ شخص يعاني من الاستسقاء (تورم من فشل القلب الاحتقاني) وتحسنت الحالة بشكل ملحوظ بعد القيام بعلاج عشبي تقليدي. أصبح ويذرنغ مشهورًا لإدراكه أن العنصر الفعال في الخليط مصدره النباتات القمعية. يُعرف العنصر الفعال الآن بديجوكسين بعد تسمية النبتة علميًا. في 1785 نشر ويذرنغ تقريرًا عن النباتات القمعية وبعض من استخداماتها الطبية، والذي شمل تقرير عن التجارب السريرية وملاحظات حول تأثير النباتات القمعية وتأثير سميتها.

## سيرته الذاتية
ولد ويذرنغ في بريطانيا وارتاد مدرسة طب جامعة إدنبرة من 1762 إلى 1766. في 1767 بدأ العمل كخبير استشاري في مستوصف ستافورد الملكي. تزوج هيلينا كوكس (رسامة نباتات هاوية، ومريضة سابقة له)، في 1772 كان لهما ثلاثة أولاد (الأولى، هيلينا في 1775 لكنها توفيت بعد عدة أيام، ويليام ولد في 1776، وشارلوت في 1778). في 1775 عُين كمعالج فيزيائي في مستشفى برمنغهام العام (باقتراح إراسموس داروين، هو فيزيائي وعضو مؤسس للمجتمع القمري)، لكن في 1738 شخص حالته بالإصابة بالسل الرئوي وذهب مرتين إلى البرتغال آملًا أن يحسن مناخ الشتاء حالته، لكنه لم يتحسن. بطريق عودته إلى بلده في رحلته الثانية طارد القراصنة السفينة التي كان يسافر عليها. في عام 1758 انتخب زميلًا في الجمعية الملكية المرموقة ونشر بيان عن النباتات القمعية. في السنة التالية استأجر قاعة إدغابستون (أصبحت الآن نادي للغولف ومحمية طبيعية)، في برمنغهام، إنجلترا. كان أحد أعضاء المجتمع القمري. خلال اضطرابات بريستلي في 1791 (الذي دُمر فيه منزل جوزيف بريستلي) استعد للهروب من قاعة إدغابستون واستطاع موظفوه من إبقاء مثيري الشغب في الخليج إلى حين وصول الجيش. في 1799 قرر أنه لا يستطيع تحمل شتاء آخر في البرد وفي قاعة دراوتي لذلك اشترى «لارشيز» في منطقة سباركبروك. لم تشعر زوجته أنها كانت مستعدة للرحيل لذلك بقيت في قاعة إدغابستون. بعد الانتقال إلى لارشيز في 28 سبتمبر، مات في 6 أكتوبر 1799  .

## علم النبات

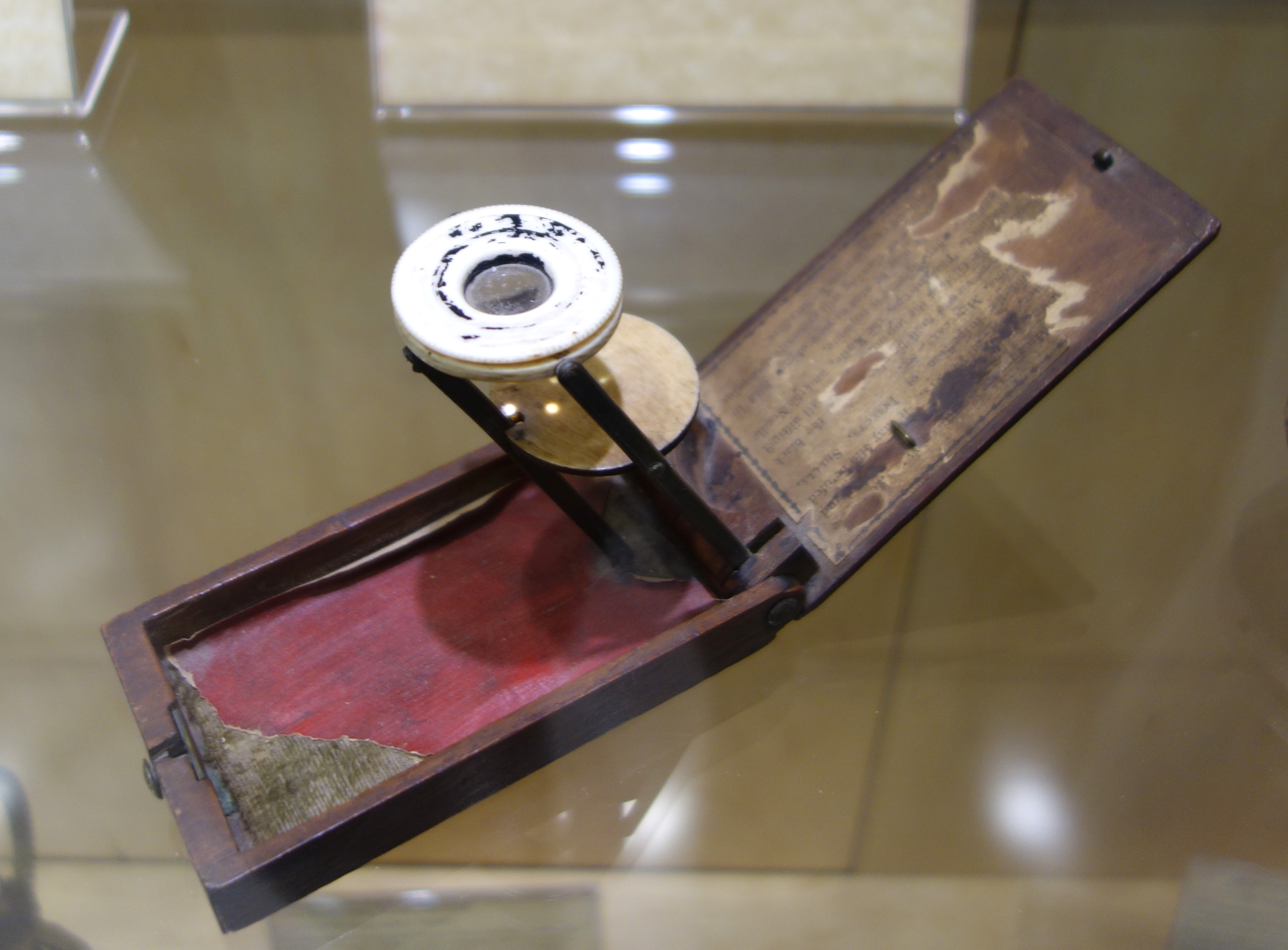
حوالي عام 1800، مجهر بسيط قابل للطي، ويليام ويذرينج، إنجلترا - مجموعة جولوب للمجاهر العتيقة.

في 1776، نشر النسق النباتي لكل النباتات المزروعة بشكل طبيعي في بريطانيا العظمى، كان كتاب نباتات بريطاني مبكر وذو تأثير. كان أول كتاب إنكليزي يستند إلى تصنيف لينيوس على جميع المخلوقات الحية ابتكرها عالم النبات السويدي المعروف كارلوس لينيوس (1707–1778). في الوقت الذي انتُقد فيه لإصداره نسخة منقحة من كتاب لينيوس، حذف عمدًا أي إشارة عن التكاثر الجنسي وذلك انطلاقًا من رغبته «لحماية حياء الإناث»، ولاسيما عن طريق مجتمع النباتات في ليشفيلد - وكثيرًا ما يُسمى بالخطأ مجتمع ليشفيلد النباتي. في الواقع وضح ويذرنغ على عنوان الصفحة وفي المقدمة أنه تجنب التوضيح في كتابه ليكون الكتاب متاحًا ودون أي مشاكل لعدد كبير من القراء وخاصة النساء. على أي حال، حصل على دعم كبير بسبب موقفه، لأن علم النبات كان يُعتبر مادة مناسبة للنساء خلال القرن المقبل. رسمت زوجته هيلينا النباتات التي جمعها.
كتب ويذرنغ إصدارين آخرين لهذا العمل في 1787 و1792، بالاشتراك مع زميل المجتمع القمري جوناثان سكوتس، وبعد وفاته قام ولده (ويليام) بنشر أربع إصدارات آخرين. استمرت بالنشر تحت اسم العديد من الكتّاب حتى عام 1877. أجرى ويليام الأكبر أعمال رائدة بتحديد الفطريات واخترع مجهر قابل للطي للاستخدام في رحلات النباتات الميدانية. في عام 1787 انتُخب كزميل في جمعية لينين وذلك للاعتراف بمساهمته في علم النبات.

## اكتشاف النباتات القمعية
تعلم ويذرنغ استخدام النباتات القمعية من خلال معالجة الاستسقاء التي عانت منه «الأم هوتون»، وهي امرأة مسنة مارست العلاج الشعبي بالأعشاب من شروبشاير، استخدم ويذرنغ النبات في التركيبة العشبية، احتوت التركيبة على أكثر من عشرون مكون التي استطاعت بنجاح معالجة الحالة. استنتج ويذرنغ أن النباتات القمعية كانت العنصر «الفعال» في التركيبة، في السنوات التسع التي تلت ذلك جرب مستحضرات مختلفة من أجزاء متباينة من النباتات (جُمعت في فصول مختلفة) وثق 156 حالة استخدم فيها النباتات القمعية ووصف التأثيرات والطريقة الأفضل والأسلم لاستخدامها. على الأقل واحدة من هذه الحالات كانت لمريض الطبيب إراسموس داروين الذي سأل وذرينغ عن رأي آخر. في يناير 1785 قدم ويذرنغ ورقة بعنوان «تقرير عن الاستخدام الناجح للنباتات القمعية في بعض التورمات والسل الرئوي» في الكلية الطبية في لندن، قدمها داروين في آذار من ذلك العام. يحتوي ملحق في نهاية المجلد المنشور على  ورقة داروين التي تنص على «في حين أن الورقة الأخيرة في هذا المجلد كانت في الطباعة، نشر الطبيب ويذرنغ من برمنغهام مجموعة متنوعة من الحالات وُصفت فيها النباتات القمعية، وغالبًا ما أظهرت النتائج نجاحًا جيدًا». بعد ذلك أصبح كل من ويذرنغ وداروين متباعدين بشكل متزايد بعد أن نشب بينهما نقاش انتهى باتهام روبرت داروين لويذرنغ بالسلوك غير المهني وسرقة مرضاه فعليًا. كان هذا مثالًا مبكرًا عن السرقة الفكرية الطبية. كان هذا في الواقع مُدبر من قبل إراسموس داروين.

## الكيمياء وعلم الأرض
كأي كيميائي مندفع وعالم جيولوجي. أجرى مجموعة من التجارب على تيرا بونديروسا، وهو معدن خام من كامبرلاند، إنجلترا. استنتج عنصر غير موصوف حتى ذلك الوقت ولم يكن قادر على توصيفه. ليتضح فيما بعد أنه كربونات الباريوم وفي 1789 سمى العالم الجيولوجي الألماني إبراهام فيرنر المعدن بويذريت (كربونات الباريوم) على شرفه. قد تحتوي مجموعة ماثيو بولتون المعدنية في متحف ومعرض برمنغهام الفني على واحدة من أقدم عينات ويذريت.  
أجرى ويذرنغ تحليلات على المحتوى المعدني لمياه الحمامات المعدنية في إنجلترا وخارجها، وعلى وجه الخصوص في الحمامات المعدنية الطبية في كالداس دا رينها في البرتغال. أُجريت هذه المهمة الأخيرة خلال شتاء 1793 وانتُخب لاحقًا لزمالة الأكاديمية الملكية للعلوم في البرتغال.

## النصب التذكاري
دُفن في 10 أكتوبر عام 1799 في كنيسة إدغابستون أولد القريبة من قاعة إدغابستون، في إدغابستون، برمنغهام، على الرغم من أن موضع قبره الدقيق غير معروف. نُقلت أحجار النصب التذكاري إلى داخل الكنيسة ونُقش عليها النباتات القمعية وذلك لإحياء اكتشافاته ومساهمته الواسعة في علم النبات. ويُذكر بكونه واحد من الأحجار القمرية (هي مجموعة من تسعة نصب تذكارية منحوتة من الحجر الرملي لمختلف أعضاء المجتمع القمري) في برمنغهام، وله علامة زرقاء في نادي غولف إدغابستون. أنشئت مدرسة كلية جامعة برمنغهام للطب منصب رئيس الطب على شرفه، وسمّي من بعده. يشغل الكرسي حاليًا البروفيسور ويبك أرلت وهي اختصاصية غدد صماء وأكاديمية.

## روابط خارجية
- ويليام ويذرنغ على موقع الموسوعة البريطانية (الإنجليزية)